# Jin Mengqing
Jin Mengqing (金梦青, 29 de maio de 1995) é uma handebolista chinesa que joga pelo clube Jiangsu Handball e atuou pela seleção nacional chinesa.
Ela competiu pela seleção nacional da China no Campeonato Mundial de Handebol Feminino de 2015, na Dinamarca, e na de 2019 no Japão.